# Tine Scheuer-Larsen
Tine Scheuer-Larsen (* 13. Mai 1966 in Ølstykke Kommune) ist eine ehemalige dänische Tennisspielerin.

## Karriere
In ihrer Profikarriere gewann Scheuer-Larsen sieben Doppeltitel auf der WTA Tour, allesamt auf Sandplätzen. Zudem feierte sie sechs Einzel- und vier Doppeltitel auf Turnieren des ITF Women’s Circuit. In der Doppel-Weltrangliste kletterte sie 1988 bis auf Position 14, im Einzel war Platz 34 (1986) ihre Bestmarke.
Scheuer-Larsen trat bei den Olympischen Spielen 1984 in Los Angeles (Demonstrationswettbewerb) und 1988 in Seoul für Dänemark an.
Von 1981 bis 1996 bestritt sie 58 Partien (33 Siege) für die dänische Fed-Cup-Mannschaft.

## Turniersiege

### Doppel
| Nr. | Datum          | Turnier    | Kategorie   | Belag | Partnerin          | Finalgegnerinnen                       | Ergebnis      |
| --- | -------------- | ---------- | ----------- | ----- | ------------------ | -------------------------------------- | ------------- |
| 1.  | 5. April 1987  | Charleston | WTA         | Sand  | Laura Gildemeister | Mercedes Paz Candy Reynolds            | 6:4, 6:4      |
| 2.  | 12. Juli 1987  | Båstad     | WTA         | Sand  | Penny Barg         | Sandra Cecchini Patricia Tarabini      | 6:1, 6:2      |
| 3.  | 17. Juli 1988  | Brüssel    | WTA Tier V  | Sand  | Mercedes Paz       | Katerina Maleewa Raffaella Reggi       | 7:6, 6:1      |
| 4.  | 31. Juli 1988  | Hamburg    | WTA Tier IV | Sand  | Jana Novotná       | Andrea Betzner Judith Wiesner          | 6:4, 6:2      |
| 5.  | 30. April 1989 | Barcelona  | WTA Tier V  | Sand  | Jana Novotná       | Arantxa Sánchez Vicario Judith Wiesner | 6:2, 2:6, 7:6 |
| 6.  | 30. Juli 1989  | Båstad     | WTA Tier V  | Sand  | Mercedes Paz       | Sabrina Goleš Katerina Maleewa         | 6:2, 7:5      |
| 7.  | 15. Juli 1990  | Båstad     | WTA Tier V  | Sand  | Mercedes Paz       | Carin Bakkum Nicole Jagerman           | 6:3, 6:7, 6:2 |